# Третье кругосветное плавание Джеймса Кука

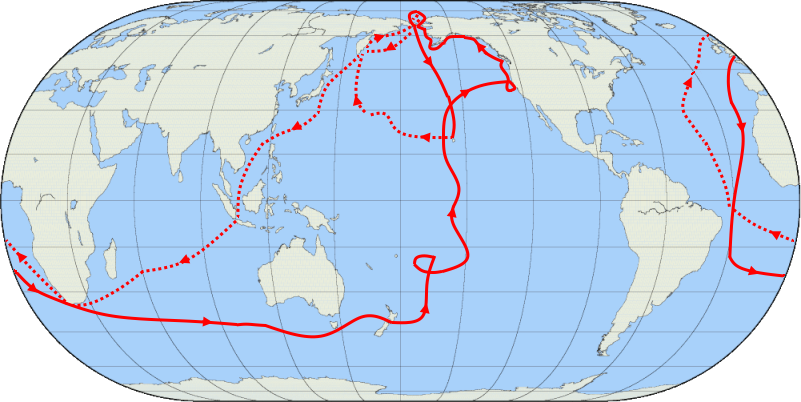
Маршрут третьего кругосветного плавания Джеймса Кука

Третье кругосветное плавание Джеймса Кука (1776—1780) было организовано британским правительством по рекомендации Королевского общества. Его целью было найти северо-западный проход.
Кук достиг тихоокеанского побережья Северной Америки, нанёс его на карту и прошёл через Берингов пролив, но лёд помешал ему плыть дальше. Корабли вернулись в Тихий океан и зазимовали на Гавайях, открытых Куком незадолго до этого. Там в стычке с туземцами Кук погиб (14 февраля 1779 года). Командование экспедицией принял на себя Чарльз Клерк, который продолжил поиски северо-западного прохода. После его смерти экспедицию возглавил Джон Гор. Корабли вернулись в Англию в октябре 1780 года.

## Цели и состав экспедиции
Основная цель, поставленная Адмиралтейством перед третьей экспедицией Джеймса Кука, — открытие Северо-Западного прохода, водного пути, соединяющего Атлантический и Тихий океаны. Джеймс Кук получил два корабля: флагманский «Резолюшн» (водоизмещение 462 тонны, 32 пушки), на котором он совершил второе путешествие, и «Дискавери» водоизмещением 350 тонн, имевший 26 пушек. Капитаном на «Резолюшн» был сам Кук, на «Дискавери» — Чарльз Клерк, участвовавший в первых двух экспедициях Кука. Джон Гор, Джеймс Кинг, Джон Уильямсон были на «Резолюшн» первым, вторым и третьим помощниками капитана соответственно. На «Дискавери» первым помощником был Джеймс Берни, вторым — Джон Рикмен. В качестве художника в экспедиции участвовал Джон Уэббер.

## Начало экспедиции

Корабли «Резолюшн» и «Дискавери» у берегов острова Таити. Рисунок Сэмюэла Аткинса

Англию корабли покинули порознь: «Резолюшн» вышел из Плимута 12 июля 1776 года, «Дискавери» — 1 августа. По дороге в Кейптаун Кук посетил остров Тенерифе. В Кейптауне, куда он прибыл 17 октября, «Резолюшн» был поставлен на ремонт из-за неудовлетворительного состояния бортовой обшивки. «Дискавери», прибывший 1 ноября, тоже был отремонтирован.
1 декабря корабли вышли из Кейптауна. 25 декабря они посетили остров Кергелен, 26 января 1777 года подошли к Тасмании, где пополнили запасы воды и дров. Из Новой Зеландии корабли отправились на Таити, но из-за встречных ветров Кук был вынужден изменить курс и посетить сначала острова Дружбы. На Таити он прибыл 12 августа 1777 года. 7 декабря путешественники двинулись в Северное полушарие. 24 декабря был открыт остров Рождества, 18 января 1778 года — Гавайские острова, названные Куком «Сандвичевыми», по имени одного из лордов Адмиралтейства. Это название употреблялось до середины XX века. На Гавайях экспедиция пробыла до 2 февраля, восстанавливая силы и готовясь к плаванию в северных широтах, затем двинулась на северо-восток, к западному побережью Северной Америки. На этом пути корабли попали в шторм и получили частичные повреждения («Резолюшн», в частности, потерял бизань-мачту).
30 марта 1778 года корабли встали на ремонт в протяжённом и узком заливе Нутка, вдающемся со стороны Тихого океана в остров Ванкувер. 26 апреля, закончив ремонт, они направились вдоль побережья на север. У берегов Аляски снова пришлось сделать остановку для ремонта, так как «Резолюшн» сильно протекал. В начале августа корабли прошли через Берингов пролив, пересекли Северный полярный круг и вошли в Чукотское море. Там они натолкнулись на сплошное ледяное поле. Продолжать дорогу на север было невозможно, приближалась зима, поэтому Кук развернул корабли. 2 октября он достиг Алеутских островов и там встретил русских промышленников, которые предоставили ему свою карту, составленную экспедицией Беринга. Русская карта оказалась значительно полнее карты Кука, она содержала неизвестные Куку острова, а очертания многих земель, нанесённые у Кука лишь приблизительно, были отображены на ней с высокой точностью и детализацией. Известно, что Кук перерисовал эту карту и назвал пролив, разделяющий Азию и Америку, именем Беринга.

## Гибель Кука

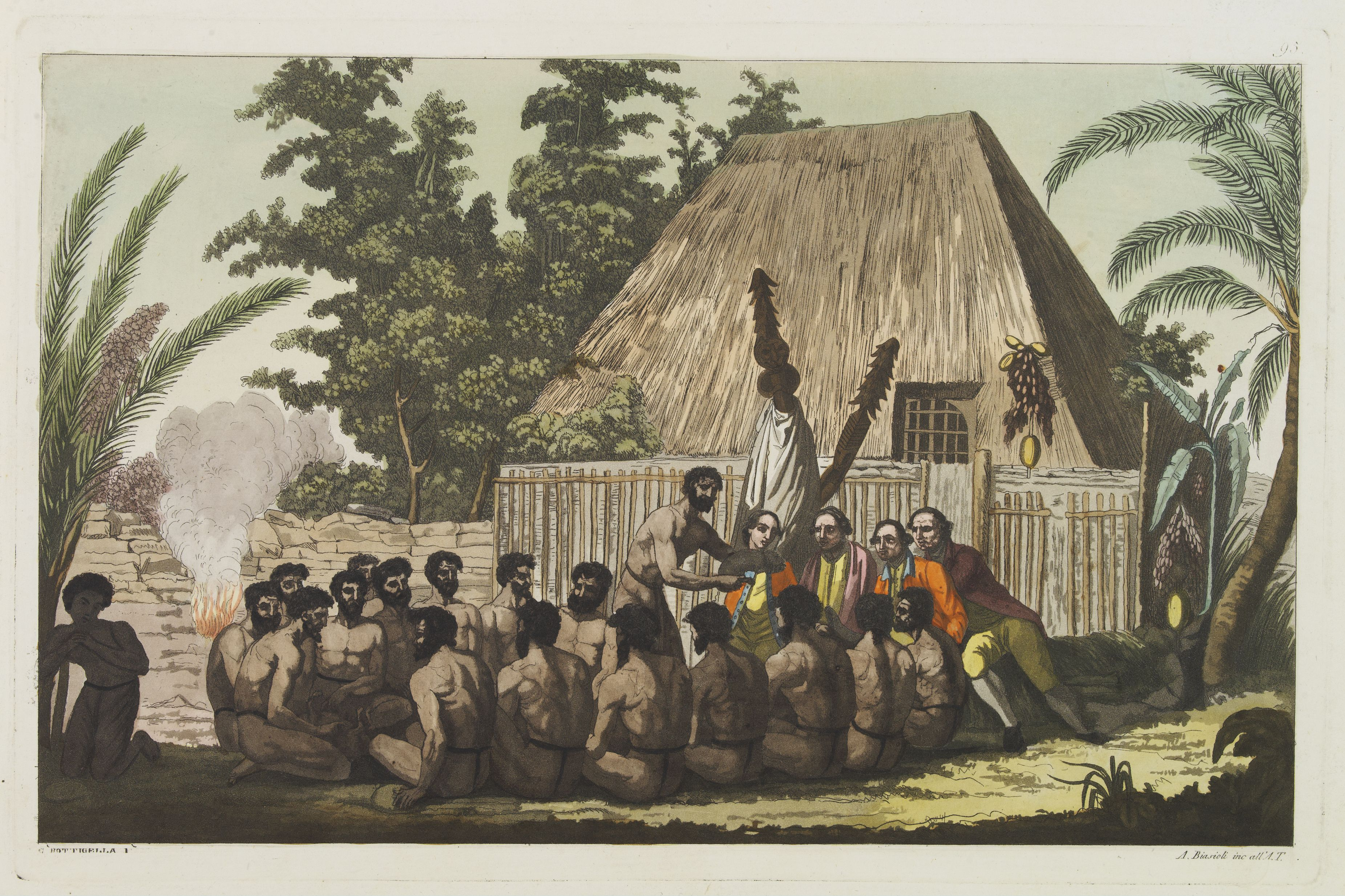
Гавайцы вокруг капитана Джеймса Кука на Сэндвичевых островах. Рисунок Джона Уэббера

24 октября 1778 года участники экспедиции покинули Алеутские острова и 26 ноября достигли Гавайских островов. Подходящая стоянка для кораблей была найдена только 16 января 1779 года. Рядом с ней собралось несколько тысяч местных жителей (впоследствии выяснилось, что они приняли Кука за одного из своих богов). Отношения между моряками и туземцами, сначала хорошие, начали портиться из-за частых краж и связанных с этим стычек. Чувствуя, что обстановка накаляется, Кук 4 февраля покинул залив, но начавшийся вскоре шторм нанёс серьёзный ущерб такелажу «Резолюшн», и 10 февраля кораблям пришлось вернуться на ту же стоянку. Паруса и части такелажа свезли на берег для ремонта. Гавайцы к тому времени начали вести себя откровенно враждебно, в окру́ге появилось много вооружённых людей.

14 февраля туземцы украли баркас с «Резолюшн». Чтобы вернуть его, Кук решил взять на борт в качестве заложника Каланипуу, одного из местных вождей. Высадившись на берег с десятью морскими пехотинцами во главе с лейтенантом Филипсом, он прошёл к жилищу вождя и пригласил его на корабль. Каланипуу последовал за англичанами, но у самого берега отказался идти дальше, предположительно, поддавшись уговорам жены.

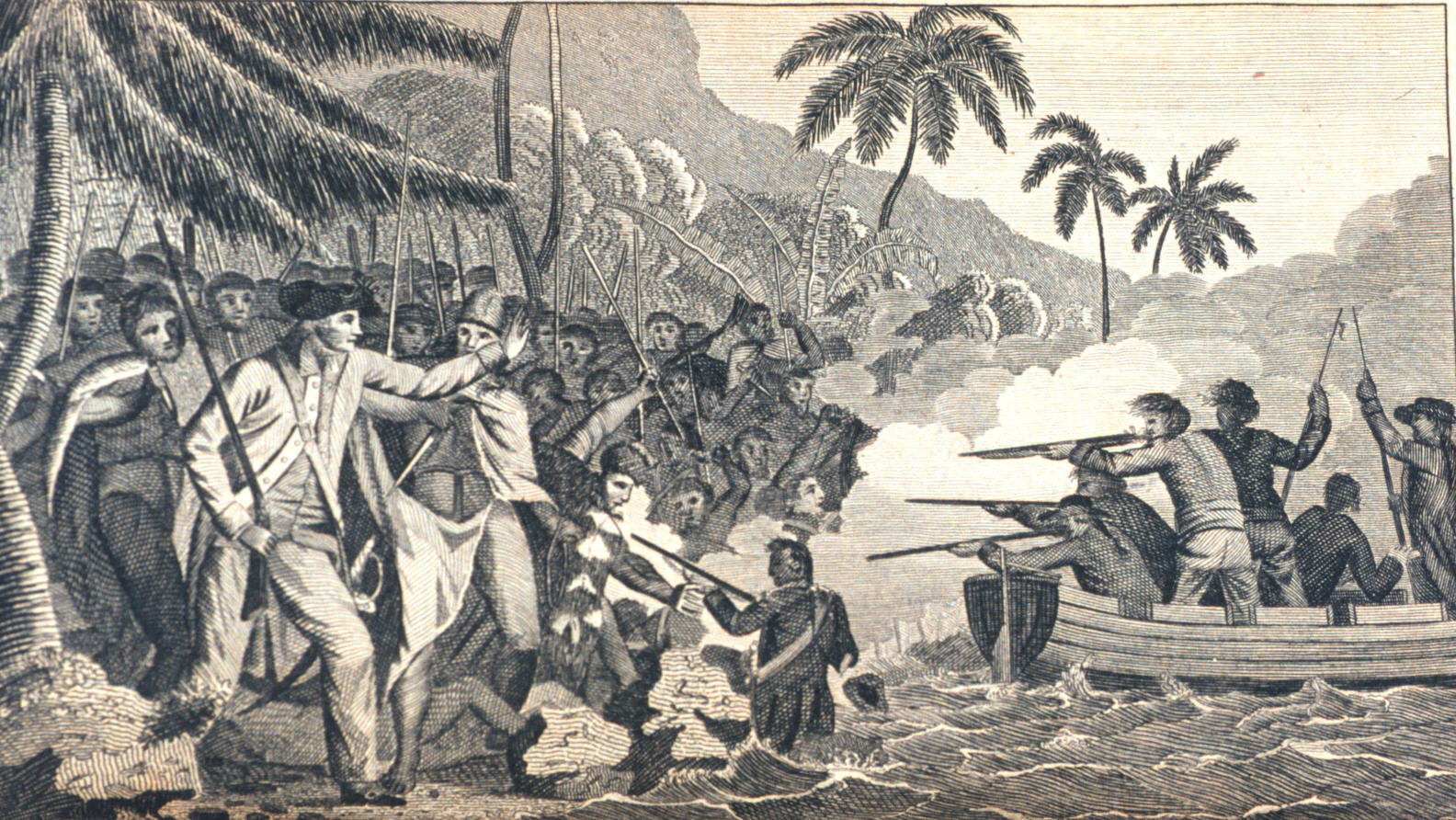
«Гибель капитана Кука», Шон Лайнхэн

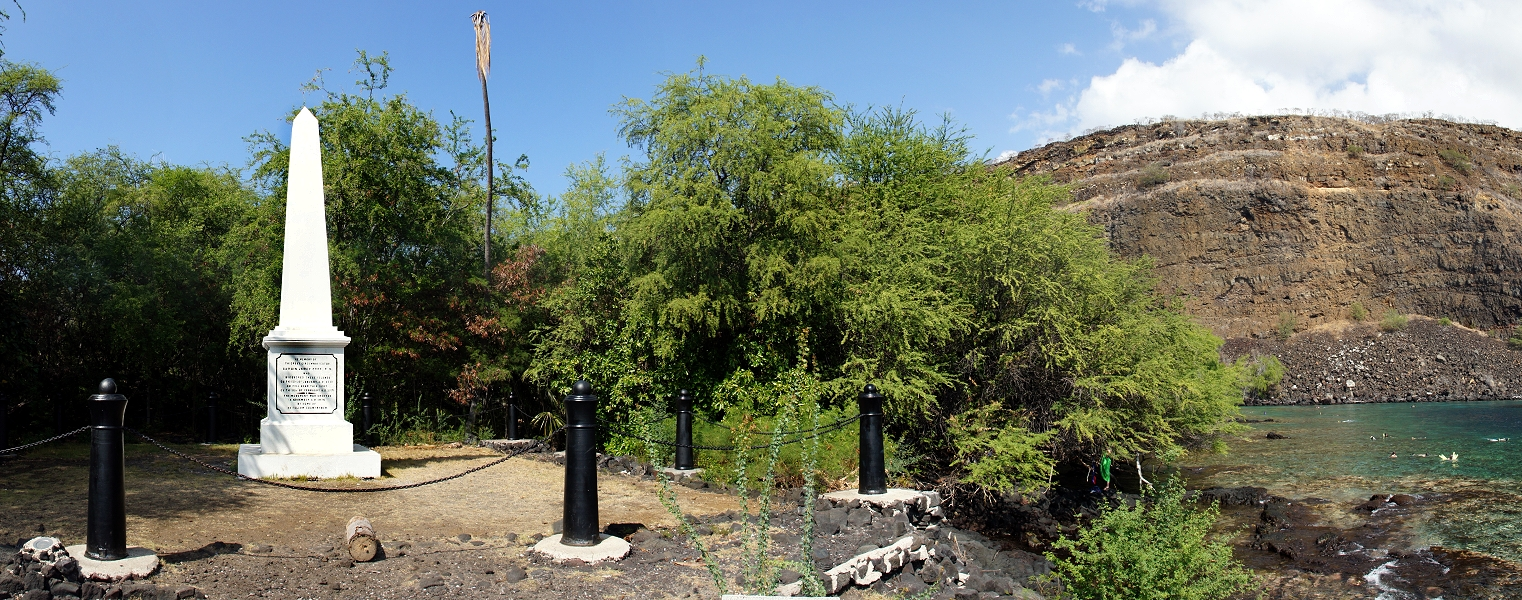
Обелиск на месте убийства Джеймса Кука, бухта Кеалакекуа

Тем временем на берегу собрались несколько тысяч гавайцев, которые окружили Кука и его людей у самой воды. Разнёсся слух, что англичане убили нескольких гавайцев (в дневниках капитана Клерка упомянут один туземец, убитый людьми лейтенанта Рикмена незадолго до описываемых событий). В начавшейся схватке Кук и четверо матросов были убиты, остальным удалось отступить на корабль. Свидетельства очевидцев противоречат друг другу, и ясно только, что среди англичан началась паника, команда стала беспорядочно отступать к шлюпкам, и в этой суматохе Кук был убит (предположительно ударом копья в затылок).
«Увидев, что Кук упал, — написал в своём дневнике лейтенант Кинг, — гавайцы издали победоносный вопль. Тело его тут же втащили на берег, и окружавшая его толпа, жадно выхватывая кинжал друг у друга, принялась наносить ему множество ран, так как каждый хотел принять участие в его уничтожении».

Капитан Клерк в своём дневнике утверждает, что если бы Кук отказался от вызывающего поведения перед лицом многотысячной толпы, несчастного случая удалось бы избежать:

Рассматривая всё это дело в целом, я твёрдо уверен, что оно не было бы доведено до крайности туземцами, если бы капитан Кук не предпринял попытку наказать человека, окружённого толпой островитян, всецело полагаясь на то, что в случае необходимости солдаты морской пехоты смогут огнём из мушкетов рассеять туземцев. Подобное мнение, несомненно, основывалось на большом опыте общения с различными индейскими народностями в различных частях света, но злосчастные сегодняшние события показали, что в данном случае это мнение оказалось ошибочным.
Имеются веские основания, позволяющие предположить, что туземцы не зашли бы так далеко, если бы, к несчастью, капитан Кук не выстрелил по ним: за несколько минут до этого они начали расчищать путь для солдат, с тем чтобы последние могли добраться до того места на берегу, против которого стояли шлюпки (я уже об этом упоминал), таким образом давая капитану Куку возможность уйти от них.

По словам лейтенанта Филипса, гавайцы не собирались мешать возвращению англичан на корабль и тем более нападать, а многочисленность собравшейся толпы объяснялась их беспокойством за судьбу вождя.

## Завершение экспедиции
После гибели Кука экспедицию возглавил капитан «Дискавери» Чарльз Клерк. Он пытался добиться выдачи тела Кука мирным путём, а потерпев неудачу,  высадил под прикрытием пушек десант и сжёг дотла прибрежные поселения. После этого гавайцы доставили на «Резолюшн» корзину с десятью фунтами мяса и человеческую голову без нижней челюсти. 22 февраля 1779 года останки Кука были захоронены в море.
В конце апреля 1779 года английские корабли прибыли в Петропавловск-Камчатский, где встретили хороший прием. Начальник местного гарнизона премьер-майор Карл Магнус Бем распорядился передать путешественникам 20 голов рогатого скота, 2 дойные коровы, табак, муку, сахар и другие продукты, была оказана помощь в ремонте кораблей. Джеймс Кинг включил в свой дневник подробное описание впечатлений о пребывании на Камчатке, в том числе связанных с извержением вулкана.
Позже корабли Клерка снова прошли Берингов пролив, но прекратили поиски северо-западного прохода из-за полученных во льдах повреждений. 13 августа они вновь прибыли в Петропавловск-Камчатский, где с воинскими почестями и салютом был похоронен умерший в море за несколько дней до прибытия Чарльз Клерк. Приём снова был самым радушным, офицеров и экипаж экспедиции русские пригласили на празднование годовщины коронации императрицы Екатерины II. После ремонта кораблей и пополнения провизии 8 октября экспедиция направилась в Англию под командованием капитана Джона Гора. Поскольку русские отказались брать деньги за провизию и предоставленный такелаж, англичане оставили много подарков.
В Англию корабли вернулись 7 октября 1780 года. Основная цель экспедиции, открытие Северо-Западного прохода, осталась недостигнутой.